# Nils Ambolt
Nils Peter Ambolt (2. dubna 1900 Lund – 24. listopadu 1969, Danderyd) byl švédský geodet, astronom a spisovatel. Zúčastnil se expedice Svena Hedina do Střední Asie v letech 1927–1933. Své zážitky z této expedice popsal ve své knize Karavan (1935, Karavana). Knihu doprovodil vlastními fotografiemi.
Roku 1944 byl Ambolt zvolen do Královské švédské akademie válečných věd a roku 1960 do Královské švédské akademie věd.

## Literární dílo
- Karavan (1935, Karavana)

## Česká vydání
- Karavana, Václav Pavlík, Praha 1943, překlad Nina Neumannová.